# Actually
Actually (с англ. — «Фактически») — второй студийный альбом британской поп-группы Pet Shop Boys, вышедший в 1987 году. Диск включает хиты группы «It's A Sin», «Rent», «Heart» и дуэт с Дасти Спрингфилд «What Have I Done To Deserve This?». В чартах Великобритании «Actually» занял второе место, в Западной Германии — первое. По продажам в Великобритании альбом стал трижды платиновым, в США — платиновым. Всего продано около 4 млн копий пластинки.
«Actually» включён в книгу «1001 Albums You Must Hear Before You Die». По версии портала Vice альбом занимает 33-ю строчку в списке «99 лучших танцевальных альбомов всех времён».

## Обзор
Actually не сильно отличается от первого альбома Pet Shop Boys Please с точки зрения музыкального стиля, хотя производственные моменты сыграли заметную черту. С альбома было выпущено четыре сингла, попавших в UK Top 10 singles: до пиковой строчки добрался «It's A Sin». Сингл «What Have I Done To Deserve This?», записанный в дуэте с Дасти Спрингфилд, достиг пиковой второй строчки как в Великобритании так и в США, что привело к повышению интереса к раннему творчеству Спрингфилд. В Великобритании в апреле 1988 года ремикс версия четвёртого и последнего сингла с альбома «Heart» достигла первой строчки в чарте. Песня изначально предназначалась для Мадонны, но та по каким-то причинам отказалась.
Песню King’s Cross по ошибке критики связывали с пожаром на одноимённой станции метро в 1987 году, хотя он случился спустя два месяца после выхода альбома. Нил Теннант уверял, что эта песня никакого отношения к пожару не имела и была гимном противников Тэтчер, хотя оппозиционеры Палаты общин умудрились, пользуясь песней как доказательством, обвинить правительство в сокращении расходов на обеспечение безопасности на транспорте, что и привело к гибели 31 человека в день пожара на «Кингс-Кросс».

## Обложка
Обложка альбома оформлена Марком Фарроу. Фотография сделана во время съёмок видеоклипа к песне «What Have I Done To Deserve This?».

## Список композиций
сторона А
1. «One More Chance» — 5:28
2. «What Have I Done To Deserve This?» — 4:17
3. «Shopping» — 3:37
4. «Rent» — 5:09
5. «Hit Music» — 4:44

сторона Б
1. «It Couldn’t Happen Here» — 5:17
2. «It's A Sin» — 4:59
3. «I Want To Wake Up» — 5:09
4. «Heart» — 3:58
5. «King’s Cross» — 5:11

## Альбомные синглы
- It's A Sin / You Know Where You Went Wrong (июнь 1987; #1)
- What Have I Done To Deserve This? / A New Life (август 1987; #2)
- Rent / I Want A Dog (октябрь 1987; #8)
- Heart / I Get Excited (You Get Excited Too) (март 1988; #1)

## Высшие позиции в хит-парадах
| Страна         | Место |
| -------------- | ----- |
| Германия       | 1     |
| Великобритания | 2     |
| Швеция         | 2     |
| Япония         | 2     |
| Норвегия       | 3     |
| Нидерланды     | 6     |
| Италия         | 9     |
| США            | 25    |